# 蓮池 (出雲市)
蓮池（はすいけ）は島根県出雲市湖陵町大池にある池。

## 概要
ハスが自生しており、かつては水面を覆うほど沢山咲いたことからこの名が付けられたとされ、現在も夏になると花が見られる。この地にはかつて智本山東光寺という寺院が建っていたが「安政元年の大地震」によって陥没倒壊して池となったと伝わり、水位が下がると池の底に寺の石段や瓦などが残るのを確認できるという。

## 参考画像

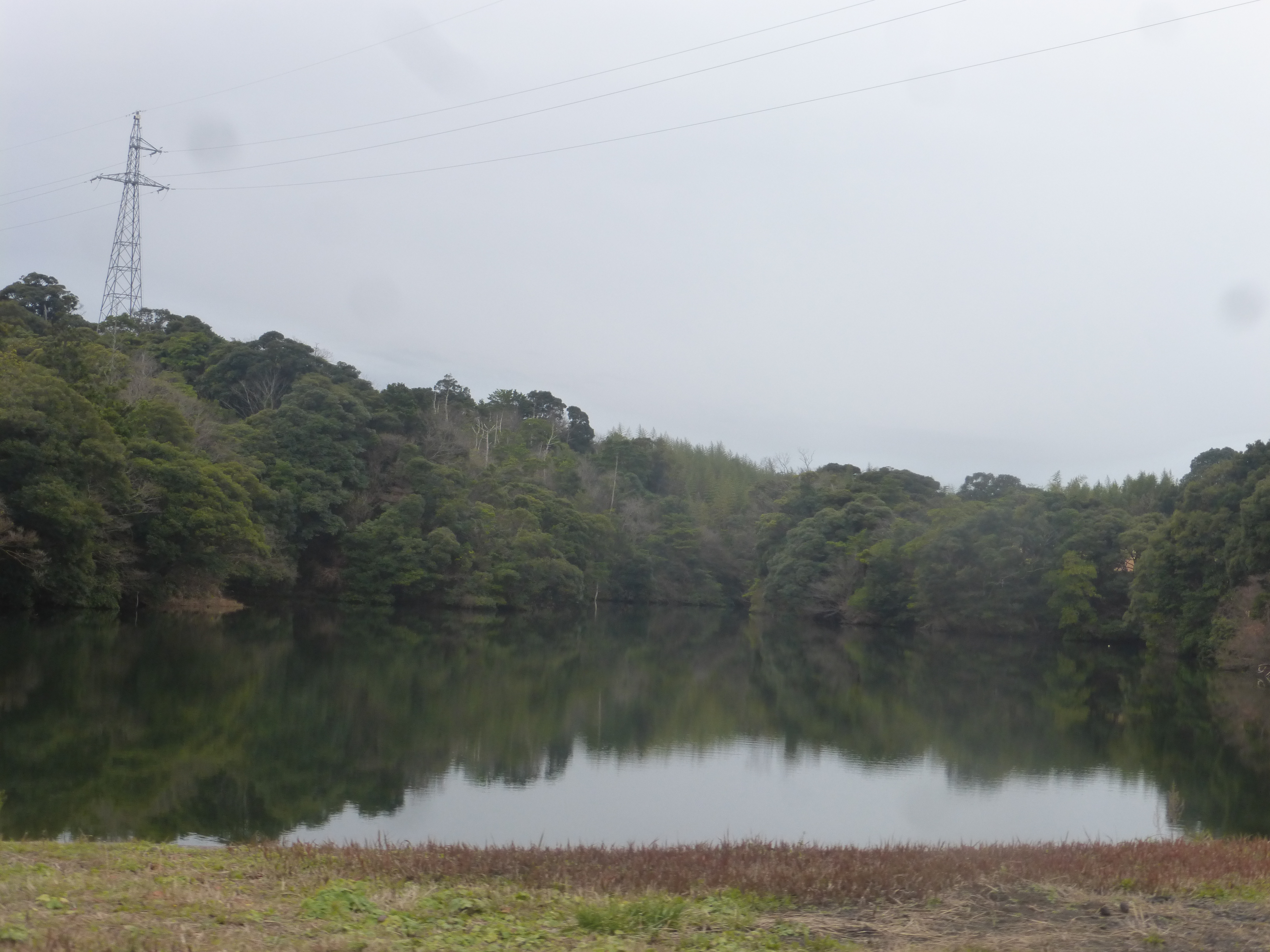
2018年頃
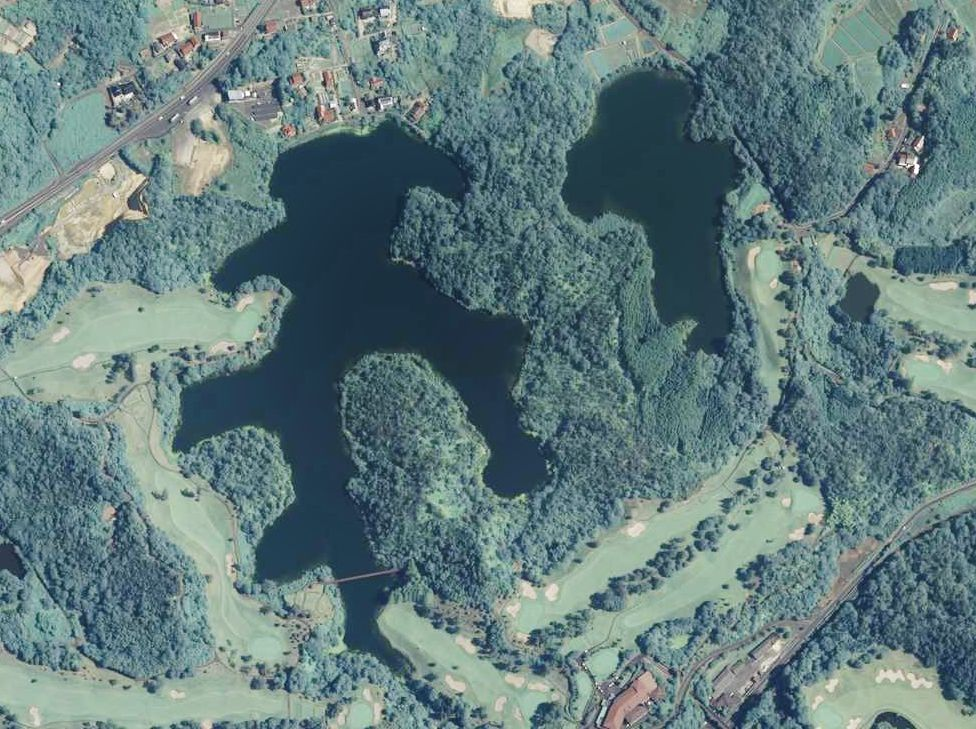
蛇池（左）と蓮池（右）。周辺はいづも大社カントリークラブ。国土交通省 国土地理院 地図・空中写真閲覧サービスの空中写真を基に作成（2015年撮影）。